# Боруля, Екатерина Юрьевна
Екатерина Юрьевна Боруля (нем. Ekaterina Borulya; 31 декабря 1969, Киев) — немецкая, ранее советская и украинская шахматистка, мастер спорта СССР по шахматам (1989), гроссмейстер среди женщин (1994). Победительница чемпионата Германии по шахматам среди женщин (1994).

## Биография
Два раза участвовала в финалах чемпионата СССР по шахматам среди женщин, в которых в 1990 году заняла 12-e место, а в 1991 году поделила 12—13-е место.
После распада СССР сначала выступала за Украину, но вскоре вышла замуж за международного мастера по шахматам Ярослава Сроковского, и семья с двумя детьми перебралась в Германию. В 1994 году в Вуппертале победила в чемпионате Германии по шахматам среди женщин. В 1995 году в Крефельде стала второй на этом турнире после поражения в дополнительном матче за звание чемпионки. В том же году заняла четвертое место в международном турнире по швейцарской системе в Анген-ле-Бен, в котором победили Этьенн Бакро и Игорь Раусис. В 2002 году представляла сборную Германии на шахматной олимпиаде среди женщин.
В последние годы реже выступает в шахматных турнирах. Работает шахматным тренером, психотерапевтом в шахматном центре в Баден-Бадене